# Campionato europeo femminile di pallacanestro Under-18 Division B 2017
Il Campionato europeo femminile di pallacanestro Under-18 2017 (noto anche come FIBA EuroBasket Women Under-18 2017) si è svolto in Irlanda, a Dublino.

## Classifica finale
| Pos     | Team          |  |
| ------- | ------------- |  |
| Oro     | Germania      |  |
| Argento | Irlanda       |  |
| Bronzo  | Polonia       |  |
| 4.      | Gran Bretagna |  |
| 5.      | Portogallo    |  |
| 6.      | Bielorussia   |  |
| 7.      | Israele       |  |
| 8.      | Romania       |  |
| 9.      | Bulgaria      |  |
| 10.     | Finlandia     |  |
| 11.     | Paesi Bassi   |  |
| 12.     | Slovacchia    |  |
| 13.     | Islanda       |  |
| 14.     | Ucraina       |  |
| 15.     | Norvegia      |  |
| 16.     | Austria       |  |
| 17.     | Estonia       |  |
| 18.     | Lussemburgo   |  |
| 19.     | Svizzera      |  |
| 20.     | Georgia       |  |
| 21.     | Macedonia     |  |
| 22.     | Albania       |  |
| 23.     | Moldavia      |  |
| 24.     | Danimarca     |  |